# Tế Nguyên
Tế Nguyên (tiếng Trung: 济源; bính âm: Jǐyuán) là một thành phố cấp phó địa khu trực thuộc tỉnh Hà Nam, Cộng hòa Nhân dân Trung Hoa, giáp với các địa cấp thị Tiêu Tác về phía đông và Lạc Dương về phía tây nam và tỉnh Sơn Tây về phía bắc.

## Lịch sử
Vào thời Nhà Tùy năm Khai Hoàng thứ 6 (năm 596), thành lập huyện Tế Nguyên. Năm 1988, giải thể huyện, thành lập thành phố cấp huyện Tế Nguyên do thành phố cấp địa khu Tiêu Tác quản lí đại thể. Năm 1997, Tế Nguyên được nâng cấp thành thành phố cấp phó địa khu, do tỉnh Hà Nam trực tiếp quản lí.

## Các đơn vị hành chính
Phó địa cấp thị Tế Nguyên quản lý 8 trấn, 4 hương và 4 nhai đạo.